# Costa Ionica Foce Basento
Costa Ionica Foce Basento este o arie protejată (arie specială de conservare — SAC, sit de importanță comunitară — SCI) din Italia întinsă pe o suprafață de 1.393 ha, integral pe uscat.

## Localizare
Centrul sitului Costa Ionica Foce Basento este situat la coordonatele 40°19′40″N 16°48′59″E / 40.32776°N 16.816395°E.

## Înființare
Situl Costa Ionica Foce Basento a fost declarat sit de importanță comunitară în septembrie 1995 pentru a proteja 56 de specii de animale. Situl a fost protejat și ca arie specială de conservare în ianuarie 2017.

## Biodiversitate
Situată în ecoregiunea mediteraneană, aria protejată conține 13 habitate naturale: Vegetație anuală la limita mareei, Dune mobile de-a lungul țărmului cu Ammophila arenaria („dune albe”), Bancuri de nisip acoperite în permanență slab de apă marină, Dune cu vegetație ierboasă Brachypodietalia cu specii anuale, Dune cu vegetație ierboasă Malcolmietalia, Salicornia și alte specii anuale care populează regiunile mlăștinoase și nisipoase, Dune cu tufărișuri sclerofile Cisto-Lavenduletalia, Estuare, Tufărișuri halofile mediteraneene și termo-atlantice (Sarcocornetea fruticosi), Galerii și tufărișuri riverane sudice (Nerio-Tamaricetea și Securinegion tinctoriae), Pășuni mediteraneene udate de apa mării (Juncetalia maritimi), Dune de coastă cu Juniperus spp., Dune mobile cu vegetație embrionară.
La baza desemnării sitului se află mai multe specii protejate:
- păsări (51): fluierar de munte (Actitis hypoleucos), pițigoi codat (Aegithalos caudatus), pescăruș albastru (Alcedo atthis), fâsă de luncă (Anthus pratensis), lăstunul mare (Apus apus), egretă mare (Ardea alba), stârc cenușiu (Ardea cinerea), stârc galben (Ardeola ralloides), șorecarul comun (Buteo buteo), fugaci de țărm (Calidris alpina), caprimulg (Caprimulgus europaeus), sticlete (Carduelis carduelis), Cettia cetti, prundăraș de sărătură (Charadrius alexandrinus),  prundaș gulerat mic (Charadrius dubius), șerpar (Circaetus gallicus), erete de stuf (Circus aeruginosus), Cisticola juncidis, porumbel gulerat (Columba palumbus), dumbrăveancă (Coracias garrulus), cioară neagră (Corvus corone), pițigoi albastru (Cyanistes caeruleus), lăstun de casă (Delichon urbicum), egretă mică (Egretta garzetta), presură sură (Emberiza calandra), presură bărboasă (Emberiza cirlus), măcăleandru (Erithacus rubecula), șoimul rândunelelor (Falco subbuteo), vânturel roșu (Falco tinnunculus), ciocârlan (Galerida cristata), gaiță (Garrulus glandarius), scoicar (Haematopus ostralegus), rândunică (Hirundo rustica), sfrâncioc mare (Lanius excubitor), Larus argentatus, pescăruș râzător (Larus ridibundus), câneparul (Linaria cannabina), prigoare (Merops apiaster), codobatură galbenă (Motacilla alba), muscar sur (Muscicapa striata), pițigoi mare (Parus major), coțofană (Pica pica), mărăcinar (Saxicola rubetra), mărăcinar negru (Saxicola torquatus), cănăraș (Serinus serinus), chiră mică (Sternula albifrons), guguștiuc (Streptopelia decaocto), silvie mediteraneană (Sylvia melanocephala), Tachymarptis melba, chiră de mare (Thalasseus sandvicensis), fluierarul cu picioare roșii (Tringa totanus)
- mamifere (1): vidră de râu (Lutra lutra)
- pești (1): Petromyzon marinus
- reptile (3): Caretta caretta, țestoasa de baltă (Emys orbicularis), țestoasă bănățeană (Testudo hermanni)

Pe lângă speciile protejate, pe teritoriul sitului au mai fost identificate 16 specii de plante, 3 specii de amfibieni, 2 specii de mamifere, 6 specii de nevertebrate, 3 specii de reptile.